# Esso Carribean
Le pétrolier Esso Carribean était un des plus grands navires au monde. Construit en 1976 aux chantiers Ishikawajima-Harima. de Kure, Japon, il navigue pour Esso avant d'être racheté par Ceres Hellenic en 1990 et renommé Kapetan Giorgis. Il est démoli en 2002 à Gadani.

## Source
- Esso Carribean par Auke Visser.